# 아시아의 깃발 목록
이 문서는 아시아의 기목록을 나열한 목록이다.

## 국제기

독립국가연합
아랍 연맹
유라시아 경제 연합
유엔
프랑코포니
석유 수출국 기구
올림픽기
걸프 협력 회의
유럽 연합
집단 안보 조약 기구

## 아시아의 국기

인도
파키스탄
방글라데시
스리랑카
네팔
부탄
몰디브
티베트

부랴트 공화국
하카시야 공화국
알타이 공화국
사하 공화국
투바 공화국

시리아
이라크
이란
이스라엘
레바논
쿠웨이트
바레인
팔레스타인
아프가니스탄
요르단
사우디아라비아
카타르
예멘
오만
아랍에미리트
쿠르디스탄

동아시아

대한민국
중화민국
조선민주주의인민공화국
일본
마카오
중화인민공화국
홍콩

동남아시아 

인도네시아
미얀마
태국
베트남
말레이시아
필리핀
라오스
캄보디아
브루나이
싱가포르
동티모르

남아시아

인도
파키스탄
투르크메니스탄
타지키스탄
키르기스스탄
동튀르키스탄
카라칼파크스탄 공화국
아제르바이잔
아르메니아
조지아
압하지야
아자리야 공화국
남오세티야
튀르키예
키프로스
몽골

- 방글라데시
- 스리랑카
- 네팔
- 부탄
- 몰디브
- 티베트

북아시아
- 부랴트 공화국
- 하카시야 공화국
- 알타이 공화국
- 사하 공화국
- 투바 공화국

서아시아 
- 시리아
- 이라크
- 이란
- 이스라엘
- 레바논
- 쿠웨이트
- 바레인
- 팔레스타인
- 아프가니스탄
- 요르단
- 사우디아라비아
- 카타르
- 예멘
- 오만
- 아랍에미리트
- 쿠르디스탄

중앙아시아
- 카자흐스탄
- 우즈베키스탄
- 투르크메니스탄
- 타지키스탄
- 키르기스스탄
- 동튀르키스탄
- 카라칼파크스탄 공화국
- 아제르바이잔
- 아르메니아
- 조지아
- 압하지야
- 아자리야 공화국
- 남오세티야
- 튀르키예
- 키프로스
- 몽골

## 마이크로네이션

나미나라 공화국
아크지블란드
타이완 공화국
남오스트리아령 민다나오

## 같이 보기
- 아프리카의 깃발 목록
- 유럽의 깃발 목록
- 오세아니아의 깃발 목록
- 북아메리카의 깃발 목록
- 남아메리카의 깃발 목록
- 중국의 기 목록
- 일본의 기 목록
- 대한민국의 기 목록
- 러시아의 기 목록